# Aribert Wäscher

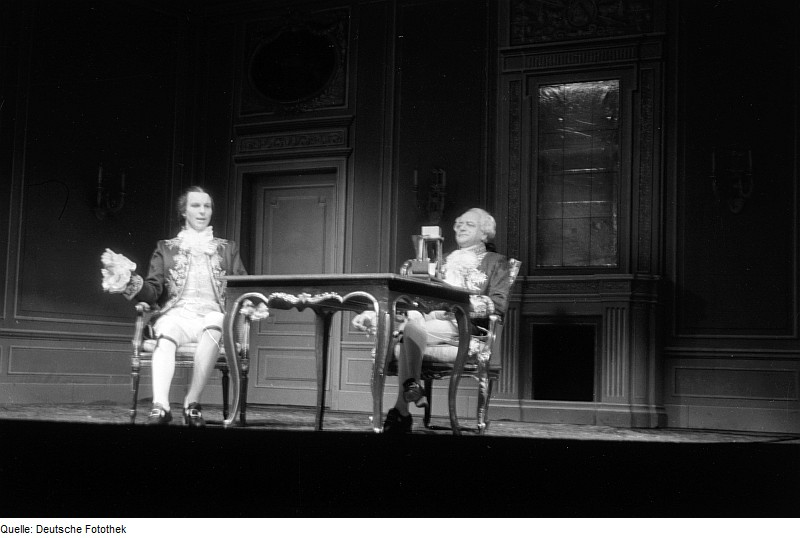
Horst Caspar als Beaumarchais (links) und Aribert Wäscher als Louis XVI. (rechts), Deutsches Theater 1946

Aribert Wäscher (* 1. Dezember 1895 in Flensburg; † 14. Dezember 1961 in Berlin; eigentlich Robert Ernst Wilhelm Wäscher) war ein deutscher Schriftsteller, Bühnen- und Filmschauspieler.

## Leben

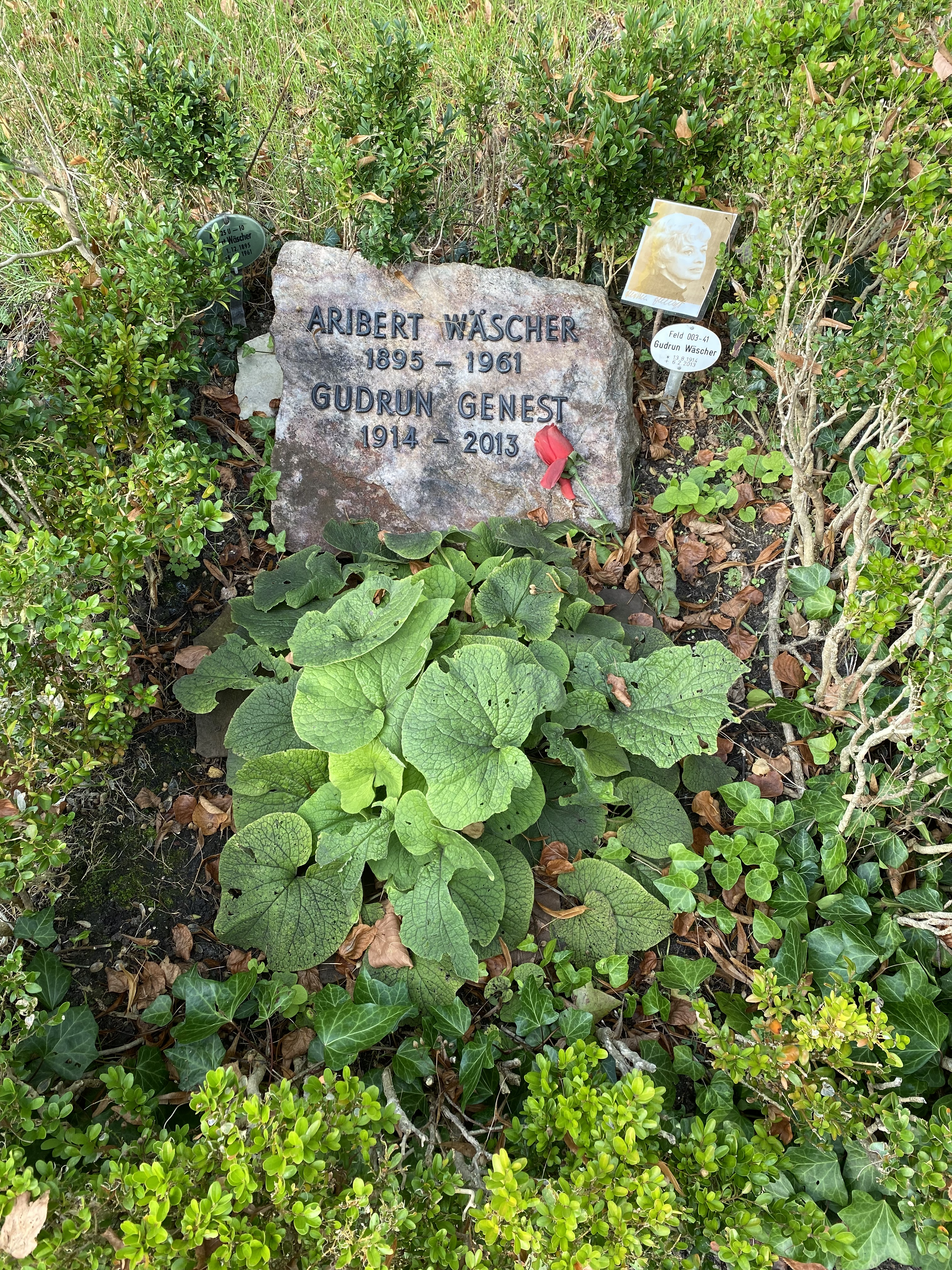
Grabstätte (Feld 003-41)

Nach seiner Schauspielausbildung begann Aribert Wäscher seine Theaterlaufbahn 1915 in Magdeburg und war danach in Köln engagiert. Von 1919 an arbeitete er an diversen Berliner Bühnen. Er debütierte 1919 am Kleinen Theater, wechselte 1920 an das Deutsche Theater und gelangte über das Lustspielhaus, die Volksbühne und die Barnowsky-Bühnen schließlich 1926 an das Staatstheater, wo er bis Kriegsende als Darsteller wirkte.
1928 war Wäscher an der Gründung des von der Schauspielerin und Kabarettistin Rosa Valetti und dem Musiker und Texter Erich Einegg initiierten Kabarett Larifari in Berlin beteiligt. 1932 beteiligte er sich am von Valeska Gert gegründeten Kabarett Kohlkopp, ebenfalls in Berlin. Er war ab ca. 1926 rund zehn Jahre lang mit Valeska Gert liiert.
Gleich nach Kriegsende spielte er in der Komischen Oper in Berlin die Rolle des Jupiter in Orpheus in der Unterwelt. Er spielte von 1945 bis 1949 wieder am Deutschen Theater, dann ab 1950 am Schlosspark Theater und ab 1951 auch am Schillertheater.
Parallel zu seiner Bühnentätigkeit debütierte Wäscher auch beim Film, spielte erstmals 1921 eine Rolle in Gerhard Lamprechts Stummfilm Der Friedhof der Lebenden, gefolgt von weiteren Stummfilmproduktionen, die ihn zu einem populären Nebendarsteller werden ließen. Mit der Einführung des Tonfilms und seiner Mitwirkung in Filmklassikern wie Amphitryon – Aus den Wolken kommt das Glück (1935), gelang ihm später der endgültige Durchbruch. Auch während der Kriegsjahre war Wäscher ein gefragter Filmschauspieler und wurde vom Reichsministerium für Volksaufklärung und Propaganda auf die Gottbegnadeten-Liste gesetzt. Meist spielte er finstere, undurchschaubare Gestalten.
Neben seiner Bühnen- und Filmarbeit war Wäscher auch als Schriftsteller tätig, der neben heiteren Erzählungen und Gedichten (sechs Bände) auch die Bühnenstücke Götter unter sich und Die zärtliche Gattin verfasste. Der mit dem Bundesverdienstkreuz 1. Klasse ausgezeichnete Wäscher war seit 1954 mit der Schauspielerin Gudrun Genest verheiratet. Deren Tochter Corinna, sie stammt aus einer früheren Verbindung mit Rudolf Diels, wurde ebenfalls eine Schauspielerin.
Aribert Wäscher hat aus einer anderen Verbindung einen Sohn, der ebenfalls Aribert Wäscher heißt.
Seit 1955 war Wäscher auf einen Rollstuhl angewiesen und musste deshalb die Schauspielerei aufgeben. Er wurde auf dem Friedhof Dahlem beigesetzt.

## Filmografie
- 1920: Das Fest der schwarzen Tulpe
- 1921: Der Friedhof der Lebenden
- 1921: Die Beichte einer Ausgestoßenen
- 1921: Die Beichte einer Mutter
- 1925: Die Verrufenen
- 1925: Hanseaten
- 1926: Wie bleibe ich jung und schön – Ehegeheimnisse
- 1926: Menschen untereinander
- 1926: Der Kreuzzug des Weibes
- 1927: Die Geliebte des Gouverneurs
- 1928: Sechs Mädchen suchen Nachtquartier
- 1928: Die Dame und ihr Chauffeur
- 1928: Der fesche Husar
- 1928: Prinzessin Olala
- 1928: Der Raub der Sabinerinnen
- 1929: Katharina Knie
- 1930: Das Flötenkonzert von Sans-souci
- 1930: Zweierlei Moral
- 1931: Ronny
- 1932: Unter falscher Flagge
- 1933: Eine Stadt steht kopf
- 1933: Rund eine Million
- 1933: Viktor und Viktoria
- 1934: Meine Frau, die Schützenkönigin
- 1934: … heute abend bei mir
- 1934: Gern hab’ ich die Frau’n geküßt
- 1934: Der Herr der Welt
- 1934: Die Insel
- 1934: Spiel mit dem Feuer
- 1934: Prinzessin Turandot
- 1934: Liebe, Tod und Teufel
- 1934: Petersburger Nächte. Walzer an der Newa
- 1935: Frischer Wind aus Kanada
- 1935: Das Mädchen Johanna
- 1935: Amphitryon – Aus den Wolken kommt das Glück
- 1935: Liselotte von der Pfalz
- 1935: Stradivari
- 1935: Lady Windermeres Fächer
- 1935: Henker, Frauen und Soldaten
- 1935: Der höhere Befehl
- 1936: Donogoo Tonka
- 1936: Savoy-Hotel 217
- 1936: Ein seltsamer Gast
- 1936: Drei Mäderl um Schubert
- 1936: Das Schönheitsfleckchen
- 1936: Stärker als Paragraphen
- 1936: Stadt Anatol
- 1936: Donner, Blitz und Sonnenschein
- 1936: Unter heißem Himmel
- 1937: Condottieri
- 1937: Madame Bovary
- 1937: Mein Sohn, der Herr Minister
- 1937: Die gelbe Flagge
- 1937: Brillanten
- 1937: Hahn im Korb
- 1938: Mordsache Holm
- 1938: Großalarm
- 1938: Die kleine und die große Liebe
- 1938: Capriccio
- 1939: Spaßvögel
- 1939: Der grüne Kaiser
- 1939: Bel Ami
- 1939: Silvesternacht am Alexanderplatz
- 1939: Salonwagen E 417
- 1939: Es war eine rauschende Ballnacht
- 1939: Die unheimlichen Wünsche
- 1939: Alarm auf Station III
- 1939/41: Frauen sind doch bessere Diplomaten
- 1940: Der Weg zu Isabel
- 1940: Kleider machen Leute
- 1940: Falstaff in Wien
- 1940/54: Tiefland
- 1941: Die schwedische Nachtigall
- 1941: Jakko
- 1941: Das andere Ich
- 1941: Auf Wiedersehn, Franziska
- 1942: Rembrandt
- 1942: Anschlag auf Baku
- 1942: Hab mich lieb!
- 1943: Herr Sanders lebt gefährlich
- 1944: Der Mann, dem man den Namen stahl
- 1944: Die Zaubergeige
- 1944: Junge Adler
- 1944/48: Eine reizende Familie
- 1944/54: Ein toller Tag
- 1945: Sag’ die Wahrheit (unvollendet)
- 1945: Shiva und die Galgenblume (unvollendet)
- 1945: Ein toller Tag
- 1945: Meine Herren Söhne
- 1945: Der Erbförster
- 1946: Sag’ die Wahrheit
- 1947: Herzkönig
- 1948: Die seltsamen Abenteuer des Herrn Fridolin B.
- 1948: Berliner Ballade
- 1949: Die Kuckucks
- 1949: Nächte am Nil
- 1950: Es begann um Mitternacht
- 1950: Eva im Frack
- 1951: Stips
- 1951: Es geht nicht ohne Gisela
- 1951: Wenn die Abendglocken läuten
- 1953: Gefährlicher Urlaub (The Man Between)
- 1954: Große Star-Parade
- 1955: Ein Mann vergißt die Liebe

## Zitate
„Jedenfalls gehört Aribert Wäscher auch zu den wenigen Darstellern, die die wohl von [Max] Reinhardt eingeführte Mode, einen Schauspieler auf eine Note, auf einen Typ festlegen [sic], nicht mitgemacht hat [sic]. Mal spielt er eine komische Rolle und mal eine durchaus ernste – wenn es nach seinen Erfolgen ginge, müßte er in der ersten Reihe stehen. Weil man ihn aber nicht einordnen kann, darum stößt er nie richtig durch.“

## Auszeichnungen
- 1955: Bundesverdienstkreuz 1. Klasse